# Químiag
Químiag, alternative Schreibweise: Quimiag, ist eine Ortschaft und eine Parroquia rural („ländliches Kirchspiel“) im Kanton Riobamba der ecuadorianischen Provinz Chimborazo. Die Parroquia besitzt eine Fläche von 139,5 km². Die Einwohnerzahl lag im Jahr 2010 bei 5257.

## Lage
Der 2500 m hoch gelegene Hauptort Químiag befindet sich 9 km ostnordöstlich vom Stadtzentrum der Provinzhauptstadt Riobamba. Die Parroquia reicht vom Río Chambo im Westen bis zum Vulkan El Altar. Die Längsausdehnung in WNW-OSO-Richtung beträgt 16 km, in SSW-NNO-Richtung von 13 km. Das Areal liegt in Höhen zwischen 2400 m und 5319 m.
Die Parroquia Químiag grenzt im Osten an den Kanton Pablo Sexto (Provinz Morona Santiago), im Süden an den Kanton Chambo, im Westen an Riobamba, an die Parroquia Cubijíes und an Guano (Kanton Guano) sowie im Norden an die Parroquias Penipe und La Candelaria (beide im Kanton Penipe).

## Geschichte
Die Parroquia Químiag wurde im Jahr 1761 als Teil des Kantons Guano gegründet. 1860 wurde die Parroquia in den Kanton Riobamba überführt.